# Thorîn, Ovruci
Thorîn (în ucraineană Тхорин) este un sat în comuna Slovecine din raionul Ovruci, regiunea Jîtomîr, Ucraina.

## Demografie
Componența lingvistică a localității Thorîn
     Ucraineană (99,61%)
     Alte limbi (0,39%)
Conform recensământului din 2001, majoritatea populației localității Thorîn era vorbitoare de ucraineană (99,61%), existând în minoritate și vorbitori de alte limbi.